# 新超級路易吉U
《新超级路易吉U》是一款由任天堂公司在WiiU上制作的横向卷轴类游戏。本游戏为《新 超級瑪利歐兄弟U》的外傳作品，以追加下載內容及盒裝版遊戲兩種方式進行銷售。此遊戲是為慶祝路易30周年紀念活動中的唯一家用主機遊戲，也是唯一沒有出現瑪利歐的《新超級瑪利歐兄弟系列》遊戲。

## 玩法
遊戲大部份的關卡、情節跟《新 超級瑪利歐兄弟U》一樣，但最大的不同是不會出現瑪利歐，而且每一個關卡的限制時間設定為100計數、並提升難度，以終點為目標全速全進地冒險。
遊戲角色是路易吉、黃色奇諾比奧、藍色奇諾比奧、奇諾比珂（任天堂Switch版）、偷天兔。
在任天堂Switch版本中，能夠透過按下L（或LZ）與A鍵，切換成黃色或藍色的奇諾比奧。

## 銷售
游戏收到大部分正面评价。官方任天堂杂志给予游戏78/100的评价。
本作亦發售《新 超級瑪利歐兄弟U+新超級路易吉U》（New Super Mario Bros. U + New Super Luigi U）版，連同Wii U本機綁售、也能夠在任天堂eShop購買。此版本合籍未在日本發售。
在《新超級瑪利歐兄弟U 豪華版》中亦有收錄此遊戲。
至2016年3月，《新超级路易吉U》已经售出249万份。